# Karlstein (Uckerland)
Karlstein ist ein bewohnter Gemeindeteil im Ortsteil Jagow der amtsfreien Gemeinde Uckerland im Landkreis Uckermark in Brandenburg.

## Geographie
Der Ort liegt zwei Kilometer nordöstlich von Jagow und zehn Kilometer südsüdöstlich von Strasburg (Uckermark). Die Nachbarorte sind Neumannshof im Norden, Trebenow im Nordosten, Bandelow-Siedlung im Osten, Bandelow im Südosten, Lauenhof und Schindelmühle im Südwesten sowie Taschenberg Ausbau, Lindhorst und Lübbenow im Nordwesten.